# Свято-Феодоровский собор (Пинск)
Свято-Феодоровский собор — православный храм в Пинске в честь покровителя города Феодора Тирона. Возведение собора, построенного в русско-византийском стиле по проекту архитектора Леонида Макаревича, было завершено в 2001 году. Храм был освящён Патриархом Московским и всея Руси Алексием II.
Фасады собора разделены на три арочных прясла, украшенных лишь узкими окнами. Над волнами закомар возвышаются пять куполов. Высота собора составляет 33 м. Рядом с храмом расположена соборная колокольня высотой 55 м, которая содержит 12 колоколов, отлитых на воронежском колокололитейном заводе Анисимова.